# Jonathan (tortue)
Pour les articles homonymes, voir Jonathan.
Jonathan (né vers 1832 voire avant, donc âgé d'environ 193 ans) est une tortue géante des Seychelles et le plus ancien animal terrestre vivant connu,,.
Amené des Seychelles sur l'île de Sainte-Hélène en 1882, Jonathan réside sur le domaine de Plantation House, la résidence du gouverneur de l'île.
Lors de son arrivée en 1882, la tortue présentait déjà les caractéristiques d'un mâle adulte, donc âgé d'au moins 50 ans. La date de naissance a conséquemment été évaluée à avant 1832.
Depuis 2022, Jonathan détient le record de la tortue la plus âgée jamais enregistrée à 190 ans et dépasse ainsi Tu'i Malila, ayant vécu 188 ans.

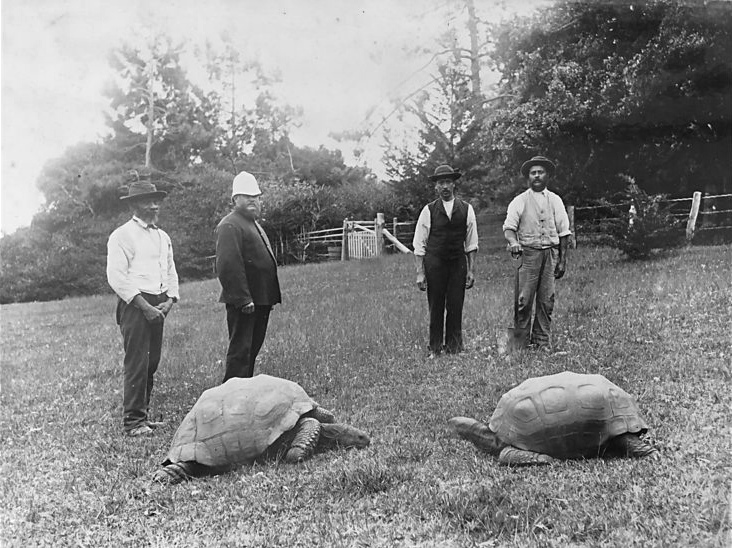
Jonathan (à gauche) en 1886.